# 上田宗重
上田 宗重（うえだ むねしげ、旧姓: 篠原、1884年8月15日 - 1939年1月26日）は、日本の海軍軍人。海機13期。最終階級は海軍中将。海軍艦政本部長。杉政人、渋谷隆太郎らと同様に機関科出身者として最初の海軍大将候補であった。

## 経歴
東京都出身。旧幕臣篠原重正の四男として生まれ、旧幕臣上田家の養子となる。洋画家の亀岡崇は従兄弟である。
海軍予備校（現・海城高等学校）を経て、1905年3月、海軍機関学校（13期）優等卒業。同期に小野徳三郎海軍中将がいる。
同年、「三笠」乗組として日露戦争出征。同年8月、海軍少機関士任官。海軍水雷学校、海軍工機学校で学び、横須賀工廠造機部員、海軍機関学校教官などを経て、海軍大学校で機関学生として学んだ。
第二艦隊付、海軍教育本部員、「伊勢」艤装員、海軍機関学校教官、海軍大学校教官、海軍省人事局員、欧米出張、海軍機関学校生徒科長、佐世保鎮守府機関長、海軍大学校教官などを経て、1929年11月、海軍少将に進級した。
さらに、海軍技術研究所科学研究部長、燃料廠長（徳山）、機関学校長などを歴任し、1934年11月、海軍中将となった。軍需局長を経て艦政本部長となり、上田は機関学校出身者として日本海軍史上初めて海軍大将を期待されたが、在任中に死去した。